# Український туризм
«Український туризм» — журнал для професіоналів туристичного бізнесу. Видається в Києві українською мовою. Видання започатковане 2002 року. В перші місяці виходив як додаток до журналу «Большая прогулка». До червня 2012 видавався російською мовою.
Випускається 6-7 номерів на рік. Засновник і видавець: ТОВ "Видавництво «Дзеркало світу». Передплатний індекс «Укрпошти» 91819, Наклад — 9000

## Люди
Головний редактор: Юрій Самойлов (з 2008- 07.2019), Геннадій Хохлов з 08.2019
Керівник проєкту: Володимир Гончаров
Оглядачі: Семен Птахів, Анна Левченко, Роман Козловський, Олена Львова, Наталія Неправська

## Ініціативи редакції
До Всесвітнього дня туризму (27 вересня) 2013 року редакція та Редакційна Рада журналу заснували Почесну галузеву відзнаку «Український туризм: найкращий», якою нагороджують персоналії та організації, що здійснили видатний внесок у розвиток вітчизняної туристичної галузі. Нагороду присуджують як громадянам та резидентам України, так й іноземцям.
Влітку 2014 року спільно з газетою «День» редакція журналу «Український туризм» виступила організатором громадської ініціативи «Хай чують по світу: а хто ми такії!». Назва є точною цитатою з вірша видатного українського поета Павла Тичини, мета ж полягає в захисті прав українських туристів, що виїжджають за межі держави, на ідентифікацію як громадян саме України, на отримання туристичної інформації рідною мовою, на наявність у меню супутникового мовлення в готелях українських телеканалів тощо. У рамках ініціативи було здійснено кілька акцій спільно з провідними туристичними компаніями, друкованими виданнями, телеканалами, у Києві та Одесі було розміщено бігборди з інформацією про ініціативу, та ін.
Громадська ініціатива «Хай чують по світу: а хто ми такії!» із відверто негативним забарвленням висвітлювалася російськими ЗМІ. Так, у програмі «Новини» на каналі «Росія 1» ініціативі було присвячено окремий сюжет.